# Kak roždajutsja tosty
Kak roždajutsja tosty (Как рождаются тосты) è un film del 1962 diretto da Andrej Petrovič Tutyškin.